# المنتجب العاني
أبو الفضل محمد بن الحسن الخديجي المضري (ت 400 هـ / 1009 م) ويُلَقَّب بالمُنتَجَب العاني، هو شاعر علوي من النصيرية الباطنية، عاش في العصر العباسي.

## سيرته
وُلِدَ محمد بن الحسن في مدينة عانة في العراق، وتاريخ ميلاده غير معروف، في أسرة تنحدر أصولها من قبيلة نمير العربيَّة الشماليَّة، وهو يفخر بانتسابه إلى نمير في شعره. نشأ المنتجب في عانة، ثم انتقل إلى بغداد، ومنها إلى حلب حيث مكث رَدَحًا من الزمن، ولكنَّه غادرها أخيرًا واستقرَّ في جبال اللاذقيَّة موطن العلويين النصيريين الباطنيين. تلقَّى المنتجب مبادئ العقيدة العلوية الباطنية عن حسين بن حمدان الخصيبي، ويُعدُّ المنتجب من أبرز دعاة العلوية في زمنه، وأظهر في شعره تطرُّفًا إلى الباطنية.

## شعره
تأثَّر المنتجب العاني بأسلوب الشريف الرضي والمتنبِّي في نظمه الشعر، وشعره وجداني صوفي ذو اتجاه غموضي، مُشبَّع بألفاظ الباطنية ورموزها، وتناول في شعره مدح آل البيت والفخر والرثاء والغزل والخمر. ويُنسَب إليه ديوان شعرٍ، ولم يصل من أعماله سوى قصيدتين طويلتين يبلغ مجموعهما ألفي بيت.
في شعره ما يدلُّ على تفرُّده في المعتقَد، فهو يؤمن بنبوَّة 17 صحابيًّا، ويؤمن بألوهية علي بن أبي طالب، فيقول ذاكرًا هؤلاء الصحابة الأنبياء:
وبعد أن سمَّاهم قال:
وله عددٌ من الأبيات يسبُّ فيها عائشة بنت أبي بكر أم المؤمنين وزوج النبي محمد ﷺ، مثل:
وفي قصيدته التي يمدح بها عليَّ بن بدران المهاجري، يذكر أن ممدوحَه من بني نُمَير، قائلًا:
وللكاتب السوري الدكتور أسعد علي العلوي النصيري الباطني كتاب (فن المنتجب العاني وعرفانه) وهو رسالته للدكتوراه، طبع عام 1968م.

## وفاته
تُوفِّي المنتجب العاني في سنة 400هـ.